# Aquarium (Aqua)
Aquarium è il primo album in studio del gruppo musicale danese Aqua, pubblicato il 26 marzo 1997 in Danimarca dalla Universal Music Group e dalla MCA Records.
È stato pubblicato nel resto nel mondo il 9 settembre 1997, in seguito al grande successo estivo del singolo Barbie Girl.

## Descrizione
Successo notevole di fine anni novanta, nel disco sono contenute canzoni che hanno riscosso un successo mondiale come Barbie Girl, Doctor Jones e Turn Back Time, quest'ultima utilizzata anche come colonna sonora del film Sliding Doors.
Nel disco troviamo pezzi prevalentemente bubblegum pop, contaminati dalle sonorità orecchiabili della musica eurodance. Vi sono tuttavia tre pezzi che si discostano notevolmente dal ritmo movimentato del resto dell'album, Good Morning Sunshine, Be a Man e Turn Back Time, che tuttavia mantengono lo stile musicale del complesso.
I singoli estratti dall'album sono stati ben sette, mentre in Giappone e in alcune rare versioni il disco conteneva anche il brano Didn't I.
Il disco ha venduto 23 mln di copie risultando l'album esordiente più venduto di sempre di un qualunque artista.   

## Tracce
CD (Universal UMD 85020 (UMG) / EAN 0602488502023)
1. Happy Boys & Girls – 3:37 (Søren Rasted, Claus Norreen, René Dif, Lene Nystrøm)
2. My Oh My – 3:25 (Søren Rasted, Claus Norreen, René Dif)
3. Barbie Girl – 3:16 (Søren Rasted, Claus Norreen, René Dif, Lene Nystrøm)
4. Good Morning Sunshine – 4:03 (Søren Rasted, Claus Norreen, René Dif)
5. Doctor Jones – 3:22 (Anders Øland, Søren Rasted, Claus Norreen, René Dif)
6. Heat of the Night – 3:33 (Søren Rasted, Claus Norreen)
7. Be a Man – 4:22 (Søren Rasted, Claus Norreen, Lene Nystrøm)
8. Lollipop (Candyman) – 3:35 (Søren Rasted, Claus Norreen, René Dif, Lene Nystrøm, Peter Heartmann, Jan Langhoff)
9. Roses Are Red – 3:43 (Søren Rasted, Claus Norreen, René Dif, Lene Nystrøm, Peter Heartmann, Jan Langhoff)
10. Turn Back Time – 4:09 (Søren Rasted, Claus Norreen)
11. Calling You – 3:33 (Søren Rasted, Claus Norreen, René Dif, Peter Heartmann, Jan Langhoff)

Traccia bonus
1. Didn't I – 3:22 (Søren Rasted, Claus Norreen)

## Classifiche

### Classifiche settimanali
| Classifiche (1997-98) | Posizione massima |
| --------------------- | ----------------- |
| Australia             | 1                 |
| Austria               | 4                 |
| Belgio (Fiandre)      | 4                 |
| Belgio (Vallonia)     | 3                 |
| Canada                | 1                 |
| Finlandia             | 2                 |
| Francia               | 11                |
| Germania              | 6                 |
| Giappone              | 41                |
| Norvegia              | 1                 |
| Nuova Zelanda         | 1                 |
| Paesi Bassi           | 6                 |
| Regno Unito           | 6                 |
| Stati Uniti           | 7                 |
| Svezia                | 1                 |
| Svizzera              | 3                 |

### Classifiche di fine anno
| Classifica (1997) | Posizione |
| ----------------- | --------- |
| Australia         | 43        |
| Belgio (Fiandre)  | 35        |
| Belgio (Vallonia) | 76        |
| Nuova Zelanda     | 27        |
| Paesi Bassi       | 63        |
| Regno Unito       | 79        |
| Svezia            | 1         |
| Classifica (1998) | Posizione |
| Australia         | 2         |
| Austria           | 20        |
| Belgio (Fiandre)  | 15        |
| Belgio (Vallonia) | 17        |
| Francia           | 34        |
| Germania          | 19        |
| Nuova Zelanda     | 15        |
| Paesi Bassi       | 29        |
| Regno Unito       | 36        |
| Svezia            | 17        |
| Svizzera          | 15        |

## Formazione
- Lene Grawford Nystrøm - voce
- René Dif - seconda voce
- Søren Rasted - batteria, chitarra
- Claus Norreen - tastiere